# Heather Olver

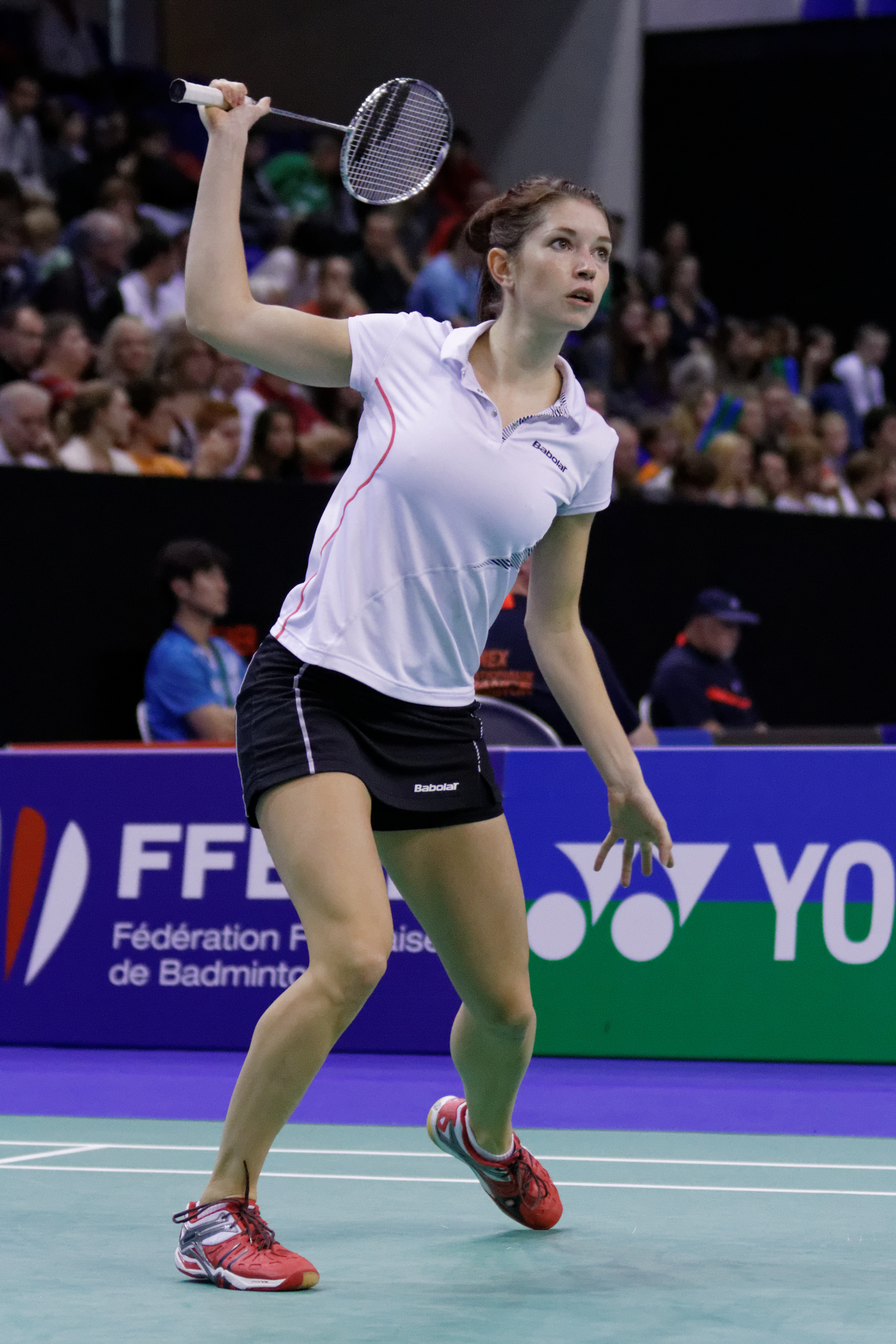
Heather Olver, French Super Series 2013.

Heather Olver (* 15. März 1986 in Eastbourne) ist eine englische Badmintonspielerin. 

## Karriere
Heather Olver gewann 2005 die Einzelmeisterschaft der Junioren in England und die Welsh International. Erst vier Jahre später gewann sie ihre nächsten großen Titel. 2009 war sie insgesamt viermal international erfolgreich. 2010 erkämpfte sie sich Bronze bei der Europameisterschaft im Damendoppel.

## Sportliche Erfolge
| Saison | Veranstaltung                             | Disziplin   | Platz | Name                                 |
| ------ | ----------------------------------------- | ----------- | ----- | ------------------------------------ |
| 2005   | Welsh International                       | Damendoppel | 1     | Hayley Connor / Heather Olver        |
| 2005   | England: Einzelmeisterschaft der Junioren | Damendoppel | 1     | Heather Olver / Jenny Wallwork       |
| 2009   | Norwegian International                   | Mixed       | 1     | Marcus Ellis / Heather Olver         |
| 2009   | Belgian International                     | Mixed       | 1     | Heather Olver / Marcus Ellis         |
| 2009   | Austrian International                    | Mixed       | 1     | Robert Adcock / Heather Olver        |
| 2009   | Irish Open                                | Damendoppel | 1     | Mariana Agathangelou / Heather Olver |
| 2010   | Europameisterschaft                       | Damendoppel | 3     | Mariana Agathangelou / Heather Olver |
| 2012   | Polish International                      | Damendoppel | 1     | Mariana Agathangelou / Heather Olver |
| 2012   | Swiss International                       | Damendoppel | 1     | Heather Olver / Kate Robertshaw      |
| 2012   | Czech International                       | Mixed       | 1     | Chris Langridge / Heather Olver      |
| 2013   | Welsh International                       | Mixed       | 1     | Chris Langridge / Heather Olver      |